# Писарев, Сергей Петрович
Сергей Петрович Писарев (19 февраля 1902, Санкт-Петербург — 1979, Москва) — общественный деятель, правозащитник, историк, библиограф.

## Биография
Отец — Пётр Иванович Писарев (?—1907), из казаков станицы Наурской Терской области, инженер Министерства путей сообщения, статский советник. Мать — Мария Ксенофонтовна, родилась в крестьянской семье, получила педагогическое образование, в 1911—1917 гг. начальница Георгиевской женской гимназии. Преподавала в педагогическом институте Владикавказа. Дядя — генерал-лейтенант Степан Иванович Писарев, вышел в отставку в 1905 г. с должности наказного атамана Терского казачьего войска.
После смерти отца семья оказалась в сильной нужде. В 1908—1911 гг. жили в г. Сарапул Вятской губернии. В 1911 г. Сергей поступил в недавно открывшееся реальное училище в г. Георгиевск. В 1913 г. прекратил посещать занятия после драки, вступившись за травимого армянина; экзамены в училище приходил сдавать экстерном и закончил его в 1918 г. В 1916 г. бежал на фронт, был задержан и отправлен домой в арестантском вагоне, встретившись там с большевиками и попав под влияние их идей. В 1918 г. организовал Георгиевский пролетарский ученический союз «3-й коммунистический интернационал».
Участник Гражданской войны на стороне красных. При белых вёл агитационную деятельность среди солдат и казаков Кубанской и Терской областей. Летом 1919 г. был схвачен деникинской контрразведкой. Его спасло ходатайство дяди, под поручительство которого он был освобождён и к которому направлен для проживания во Владикавказ. Окончил курс реального училища в 1920 г. После захвата красными Георгиевска был привлечен к партийной работе в качестве заведующего информационно-инструкторским отделом районного оргбюро РКП(б). В 1920 г. вступил в ВКП (б). Одновременно был председателем оргбюро по созданию в Георгиевске комсомольской организации, работал ответственным секретарем и председателем городского, районного, окружного комитетов комсомола. В Георгиевске жил по ул. Пятигорской, 48.
С 1922 г. член бюро и заведующий агитпропотделом ингушского окружного комитета ВКП (б) во Владикавказе. После образования Горской АССР назначен ответственным редактором республиканской комсомольской газеты «Горская молодёжь», заведующим редакционным отделом Главполитпросвета и Госиздата. На 2-й горской областной партконференции выступил с критикой шовинистических искривлений в работе местных чиновников русского происхождения, добился принятия конференцией осуждающей резолюции по этому вопросу и смены секретаря обкома (Н. Гикало).
В 1923—1930 гг. в Москве, работник ЦКК-РКИ ВКП(б), возглавлял рабочий аппарат и секретариат бюро президиума ЦКК, координируя борьбу с внутрипартийными оппозициями и составляя многочисленные записки в ЦК о замеченных недостатках. Жил с семьёй на пл. Свердлова (Театральная), д. 3, кв. 30/31. В 1925 г. по собственной инициативе (как он писал позднее, «будучи не удовлетворен своей работоспособностью») прошёл обследование и около трех месяцев провёл в психиатрической клинике.
В 1930 г. направил личное письмо Сталину с критикой культа его личности. Ушёл из ЦКК-РКИ. В 1930 г. по собственной инициативе поступил рабочим-аппаратчиком на химический завод им. Ворошилова (Анилтреста), был парторгом цеха. В 1931 г. был направлен для работы в АО «Межрабпомфильм» заместителем заведующего литературным отделом. Учился на вечернем отделении литературного Института красной профессуры. По мобилизации ЦК в 1932 г. был послан на сбор политсостава запаса при Военно-политической академии РККА им. Толмачёва, а затем был назначен политруком и заместителем командира тральщика № 11 Черноморского военного флота в Севастополе.
Боролся за реабилитацию опороченных или репрессированных знакомых. В 1933 г. Президиумом ЦКК ему был объявлен строгий выговор с предупреждением за критику прокурора Рогинского. Писарев был лишён работы в морском флоте. Несколько раз исключался из партии и восстанавливался. В 1934 г. подал члену Политбюро ЦК ВКП (б) Кагановичу записку с просьбой пересмотреть указ ЦИК СССР (8.03.1934) об уголовной ответственности за гомосексуальность.
С 1934 (1936) г. библиограф, занимался классификацией наук для библиотек и книжной торговли. В 1934 году в НИИ критики и библиографии (с 1935 г. НИИ библиотековедения и рекомендательной библиографии). Первоначально — редактор по кино и изобразительному искусству, затем — редактор по общественно-политической литературе, старший научный сотрудник, ведущий тему «разработка основ советской библиотечно-библиографической классификации». С апреля 1936 г. тему передали в Книжную палату, Писарев перевёлся туда старшим научным сотрудником.
Арестован 31 июля 1939 г. Содержался во внутренней тюрьме Малой Лубянки и в Лефортове, где подвергался пыткам (повреждён позвоночник), Бутырской и Таганской тюрьмах. Не оговорил ни себя, ни других. Из тюрьмы писал в ЦК, Сталину, Вышинскому, Берии и др. о недопустимости пыток и о том, что большинство тех, кого он встречал в заключении, ни в чём не виноваты. Освобождён в конце ноября 1939 г. и реабилитирован после снятия Ежова. Безуспешно добивался привлечения своего следователя Булкина к уголовной ответственности (не удалось даже уволить Булкина из органов). В 1940 г. был исключён из политсостава РККА, был понижен в должности до политрука роты, остался в звании старшего лейтенанта. В 1940 г. отдыхал в санатории Московского комитета ВКП(б) «Меллас» в с. Байдары (Орлиное) Крымской АССР.
Участник Великой Отечественной войны. Выполнял обязанности политрука стрелковой роты, политрука эвакуационного приемника, закончил войну агитатором 14-го Отдельного танкового полка 1-го Украинского фронта. Награждён орденом Красной звезды. В 1942—1943 гг. протестовал против убийств пленных немцев, чему оказался свидетелем.
Вернулся в Москву в 1947 г. Работал пропагандистом Свердловского райкома КПСС. В 1952 г. подготовил семь предложений ХIХ съезду, по поводу производства бумаги, кровли крыш черепицей, строительства новых железных дорог и др. 13-17 января 1953 г. написал записку Сталину о деле врачей, где предлагал проверить признания евреев-профессоров, критиковал квалификацию следователей МГБ и указывал на порочность пыток.
Арестован 6 марта 1953 г. и обвинен по статье 58-10 ч.1 УК РСФСР в том, что проводил антисоветскую пропаганду, клеветал на советский государственный аппарат, на орган ЦК КПСС и национальную политику в СССР, в партийные и государственные органы писал письма антисоветского содержания, хранил контрреволюционную литературу и портреты врагов народа. Был направлен в Институт им. Сербского, где 14 мая 1953 г. признан невменяемым с диагнозом шизофрения, «бред сутяжничества». В МГБ был сожжён личный архив Писарева. Направлен на принудительное лечение в Ленинградскую тюремную психиатрическую больницу, с декабря 1954 г. содержался в общей психбольнице № 7 г. Москвы.
В 1955 г. реабилитирован Верховным Судом РСФСР. Психиатрическая больница им. Ганнушкина признала Писарева психически здоровым. С той поры стал инициатором борьбы против карательной психиатрии в СССР. В начале 1956 г. направил в ЦК письмо о тюремных психиатрических больницах в ведении МВД с требованием создать специальную комиссию для обследования Института им. Сербского и психиатрических больниц тюремного типа. Для проверки была создана комиссия под председательством работника ЦК А. И. Кузнецова, в составе директора НИИ психиатрии Д. Д. Федотова и главврача Донской психиатрической больницы А. Б. Александровского. Комиссия проверила существовавшие в то время специальные психиатрические больницы — Казанскую и Ленинградскую, подтвердила все факты, сообщенные Писаревым, установила огромное количество аналогичных фактов и предложила ликвидировать специальные психиатрические больницы как учреждения, служащие целям политических репрессий. Акт комиссии был доложен члену Политбюро Швернику, который положил его под сукно.
С 1955—1958 гг. занимался защитой депортированных ингушей и чеченцев. В 1961 г. поставил вопрос перед Хрущёвым о реабилитации наказанных народов и восстановления автономий немцев и крымских татар. В 1963 г. написал письмо Хрущеву с критикой его высказываний, затушевывающих проблему антисемитизма.
В середине 1960-х гг. создал кружок ортодоксов-ленинцев, критиковавших существующий порядок вещей за отступление от ленинских заветов (члены — Алексей Костерин, генерал Петр Григоренко, Валерий Павлинчук, Генрих Алтунян, Иван Яхимович).
В январе 1965 г. написал Брежневу большую докладную записку о необходимости восстановить автономию крымских татар. Тогда же было написано письмо Косыгину с критикой его высказываний о равенстве в СССР всех наций как не соответствующих действительности.
21 марта 1966 г. подготовил письмо протеста против ресталинизации президиуму XXШ съезда КПСС. Приветствовал «пражскую весну», подписал вместе с членами своего кружка открытое письмо к членам коммунистической партии Чехословакии (28 июля 1968), где приветствовал новый курс компартии Чехословакии. Защищал участников демонстрации на Красной площади против ввода советских войск в Чехословакию. 12 ноября 1968 г. произнес резко критическую по отношению к правящему режиму речь на митинге на похоронах А. Костерина.
Исключён в январе 1969 г. из КПСС, не стал подавать апелляции. Поддержал первое письмо инициативной группы по защите прав человека в СССР (20 мая 1969), подписал коллективное обращение к Международному Совещанию коммунистических и рабочих партий в Москве с сообщением о ресталинизации в СССР. Писал в Президиум Академии медицинских наук СССР об использовании Института им. Сербского для расправы над инакомыслящими (20 апреля 1970). Подписал письма в защиту Натальи Горбаневской (10.07.1970), ставшей жертвой карательной психиатрии, и Владимира Буковского, которому грозило признание невменяемым (04.10.1971, январь 1972). При этом категорически отмежевывался от диссидентов и правозащитников, апеллирующих к мировому сообществу, считая, что проблемы страны можно решить путем воздействия на партаппарат.

В его характере: верность дружбе, беззаветная преданность КПСС (до фанатизма), честность и правдивость, беспредельное мужество, настойчивость, доброта и детская наивность — давно износившиеся ценности (от юных лет) для него были реальны.
— Григоренко П.Г. В подполье можно встретить только крыс... Нью-Йорк: Детинец, 1981
Жена — Ефросинья Петровна Попова — дочь кухарки, из крестьян Ставропольской губернии.
Жил в Б. Гнездниковском пер., 10, кв. 632. Похоронен на Хованском кладбище.